# Hans Helck
Max Hans Carl Bogumil Helck (* 9. Dezember 1879 in Dresden; † 17. Januar 1939 ebenda) war ein deutscher Klassischer Philologe und Gymnasiallehrer.

## Leben
Hans Helck war ein Sohn des Kaufmanns Carl Helck und seiner Frau Auguste Rosalie geb. Rößler. Sein Vater war Inhaber der Kartonagenfabrik „Firma Carl Helck“. Er besuchte das Gymnasium zum Heiligen Kreuz und studierte nach seiner Militärzeit von 1900 bis 1906 Klassische Philologie an der Universität Leipzig. Dort promovierte er 1905 und absolvierte 1906 die Lehrer-Staatsprüfung. Nach einem Probejahr am Wettiner Gymnasium war er ab Ostern 1907 am Gymnasium zum Heiligen Kreuz tätig. Dort wurde er 1914 zum Oberlehrer und 1920 zum Studienrat befördert. Im darauffolgenden Jahr erfolgte seine Ernennung zum Oberstudiendirektor und Rektor der Dresdner Kreuzschule. Bereits 1924 war er zum Honorarprofessor für Klassische Sprachen und Literaturen an der Technischen Hochschule in Dresden ernannt worden. 1932 wurde Helck in den Rotary-Club Dresden aufgenommen.
Er starb durch einen Unfall in der Mittagspause durch einen Sturz auf der Treppe, bei der er einen Schädelbruch erlitt und abends im Krankenhaus starb, ohne das Bewusstsein wiedererlangt zu haben.

## Familie
Am 7. Mai 1913 heiratete er in Dresden Anna Margarethe Gertrud geborene Poland. Deren Sohn war der 1914 geborene Wolfgang Helck.

## Ehrungen
- Ritter 2. Klasse mit Schwertern des königlich-sächsischen Albrechtsordens, 1915
- Ritter des königlich-sächsischen Militär-St.-Heinrichordens, 1916
- Ritter 1. Klasse des königlich-sächsischen Albrechtsordens, 1918

## Publikationen
- De Cratetis Mallotae studiis criticis quae ad Iliadem spectant. 1905.
- De Cratetis Mallotae studiis criticis, quae ad Odysseam spectant. In: Jahresbericht des Gymnasiums zum heiligen Kreuz in Dresden. 1913/14, Beilage. 1914.
- Die Kreuzschule von 1772–1817. In: Festschrift zur Jubelfeier der Kreuzschule 1926. Dresden 1926, S. 9–33.